# Euproctis geometroides
Euproctis geometroides är en fjärilsart som beskrevs av Collenette 1932. Euproctis geometroides ingår i släktet Euproctis och familjen tofsspinnare. Inga underarter finns listade i Catalogue of Life.